# Cochlidium furcatum
Cochlidium furcatum là một loài dương xỉ trong họ Polypodiaceae. Loài này được Hook. & Grev. C. Chr. mô tả khoa học đầu tiên năm 1929.